# Ефимов, Максим Викторович
Максим Викторович Ефимов (укр. Максим Вікторович Єфімов; род. 1 ноября 1974, Петропавловск) — украинский политик и предприниматель. Народный депутат Украины VIII и IX созывов (2014—2023). В парламенте являлся членом фракции Блок Петра Порошенко «Солидарность» (2014—2019) и депутатской группы «Доверие» (с 2019 года). Депутат Краматорского городского совета (2006—2014). Являлся членом Партии регионов.
Вице-президент Украинской ассоциации футбола, президент Федерации футбола Донецкой области.

## Биография
Родился 1 ноября 1974 года в городе Петропавловске Северо-Казахской области. Отец — бизнесмен Виктор Николаевеич Ефимов (1950—2011).
Окончил краматорскую школу № 22, где учился с будущим политиком и предпринимателем Александром Гончаренко. Проходил обучение в Бернском университете, Донецком государственном университете по специальности «финансы и кредит» и Донецком национальном техническом университете по специальности «металлургия чёрных металлов».

### Трудовой путь
В 1996 году начал работать в металлургическо-машиностроительной компании в Краматорске. Сразу же занимает должность гендиректора. С 1997 по 1998 год — генеральный директор ООО «Краматорская многоотраслевая маркетинговая компания». С 1998 по 1999 год — директор Краматорской школы воздухоплавания.
С 1999 по 2006 год прошёл путь от заместителя директора по коммерческим вопросам до должности директора ОАО «Энергомашспецсталь» (г. Краматорск). В 2006 году был назначен директором завода «Энергомашспецсталь», а в 2007 году — генеральным директором предприятия.
В 2010—2021 годах — почётный президент футбольного клуба «Авангард» (Краматорск)

### Политическая карьера
В 2006 году Максим Ефимов избран депутатом горсовета Краматорска по спискам Партии регионов. Выходит из Партии регионов 2 августа 2014 года и присоединяется к Партии развития Украины.
В 2014 году избран народным депутатом Украины как самовыдвиженец, получив поддержку 34,12 % избирателей, проголосовавших по одномандатному округу № 48 (Донецкая область). В Верховной раде Украины VIII созыва входил в состав фракции «Блок Петра Порошенко».
Являлся кандидатом на должность краматорского городского главы в 2015 году, однако уступил во втором туре выборов Андрею Панкову.
В 2019 году на внеочередных выборах в Верховную раду Украины 2019 года победил в одномандатном округе № 48, получив поддержку 54,88 % избирателей. Член Комитета Верховной Рады Украины по вопросам энергетики и жилищно-коммунальных услуг. Член депутатской группы «Доверие».
8 декабря 2023 года лишён депутатского мандата, по собственному желанию, о чём принято соответствующее постановление Верховной Рады Украины № 3506-IX от 08.12.2023.

## Состояние
По состоянию на 2020 год являлся владельцем компании «Фурлендер Виндтехнолоджи», которой принадлежит «Ветряной парк „Очаковский“» в Николаевской области, мощность которого составляет 37,5 МВт.

## Награды
- Орден «За заслуги» III степени (21 сентября 2009) — за весомые личные заслуги в развитии отечественной промышленности, многолетний добросовестный труд, высокий профессионализм и по случаю Дня машиностроителя[14]

## Личная жизнь
Максим Ефимов находится в браке. У него трое детей.